# Eray İşcan
Eray İşcan (ur. 19 lipca 1991 w Zonguldak) – turecki piłkarz grający na pozycji bramkarza.

## Kariera

### Kariera juniorska
W 2005 roku zaczął treningi w klubie Kilimli Belediyespor, gdzie przebywał do 2008 roku.

### Kariera seniorska[1]
W 2008 roku został wykupiony z amatorskiego klubu przez Beylerbeyi z kontraktem na rok. Po upływie umowy przeszedł za darmo do Galatasaray SK, gdzie grał do 2018 roku. W sezonie 2012/2013 wystąpił w jednym meczu w Süper Lig, a Galatasaray zdobyło mistrzostwo Turcji.

### Reprezentacja
W młodzieżowej reprezentacji Turcji rozegrał 6 meczów, debiutując 11 lutego 2009 roku.

## Źródła
- Eray İşcan w bazie TFF (tur.)
- E. İşcan, [w:] baza Soccerway (zawodnicy) [dostęp 2023-09-10].
- Eray İşcan, [w:] baza Transfermarkt (zawodnicy) [dostęp 2023-09-10].